# Discografia de System of a Down
A discografia de System of a Down, uma banda de rock dos Estados Unidos, consiste em cinco álbuns de estúdio, dezoito singles (incluindo seis singles promocionais) e treze videoclipes. No final de 1997, o grupo assinou com a American Records, e mais tarde, com a Columbia Records. No ano seguinte, lançou o seu álbum de estúdio homônimo de estreia, que atingiu o 124º lugar na tabela Billboard 200 nos Estados Unidos, e o 103º posto no UK Albums Chart. Recebeu o certificado de disco de platina dois anos mais tarde pela Recording Industry Association of America (RIAA), e disco de ouro pela Music Canada. System of a Down produziu o primeiro single da banda, "Sugar" (1998), que atingiu as trinta melhores posições das tabelas Hot Mainstream Rock Tracks e Hot Modern Rock Tracks.
O álbum seguinte, Toxicity (2001), alcançou o topo das tabelas Billboard 200 e da canadiana, e entrou também nas dez melhores colocações na Austrália, Finlândia e Nova Zelândia. O álbum recebeu o certificado de disco de platina triplo pela RIAA, e também pela Australian Recording Industry Association (ARIA), enquanto no Canadá, recebeu o certificado de platina duplo pela Music Canada. Toxicity gerou três singles: "Chop Suey!" (2001), a faixa título (2002), e "Aerials" (2002). O último atingiu o número um das tabelas Hot Mainstream Rock Tracks e Hot Modern Rock Tracks.
Steal This Album! (2002), o terceiro álbum de estúdio, falhou em repetir o sucesso do seu antecessor, alcançando os vinte melhores lugares somente nos EUA e na Austrália. Três anos mais tarde, o grupo produziu um álbum duplo, tendo as duas partes sido lançadas com seis meses de diferença. A primeira, Mezmerize, foi lançada em maio de 2005, e conseguiu atingir o número um em nove países, e recebeu os certificados de disco de platina triplo no Canadá, e platina nos EUA e Austrália. O primeiro single do álbum, "B.Y.O.B." (2005), atingiu o vigésimo sétimo posto na Billboard Hot 100 nos EUA, e o vigésimo sexto na UK Singles Chart no Reino Unido. O single seguinte, "Question!" (2005), atingiu os quarenta melhores lugares na Irlanda e Reino Unido. Mais tarde nesse ano, a banda lançou a segunda parte do álbum, Hypnotize. Tal como o seu predecessor, o álbum atingiu o primeiro lugar nos EUA, Canadá, Finlândia e Nova Zelândia, fazendo da banda a primeira desde os The Beatles a lançarem dois álbuns diretamente para o primeiro posto nos EUA no mesmo ano. Hypnotize recebeu o certificado de disco de platina nos EUA, e disco de ouro na Austrália, Alemanha e Suíça. Produziu dois singles: a faixa título (2005), e "Lonely Day" (2006). As canções atingiram o quarto e sexto lugares na tabela de singles finlandesa, respectivamente.
Em 2006, o grupo entrou em um hiato e, desde então, todos os membros iniciaram trabalhos em projetos paralelos.

## Álbuns de estúdio
| Ano                                                                                   | Detalhes do álbum | Melhores posições nas tabelas | Melhores posições nas tabelas | Melhores posições nas tabelas | Melhores posições nas tabelas | Melhores posições nas tabelas | Melhores posições nas tabelas | Melhores posições nas tabelas | Melhores posições nas tabelas | Melhores posições nas tabelas | Melhores posições nas tabelas | Melhores posições nas tabelas | Melhores posições nas tabelas | Certificações (limiares de vendas) |
| Ano                                                                                   | Detalhes do álbum | EUA                           | AUS                           | CAN                           | FIN                           | ALE                           | IRL                           | HOL                           | NZL                           | SUI                           | RU                            | PRT                           | FRA                           | Certificações (limiares de vendas) |
| ------------------------------------------------------------------------------------- | --- | ----------------------------- | ----------------------------- | ----------------------------- | ----------------------------- | ----------------------------- | ----------------------------- | ----------------------------- | ----------------------------- | ----------------------------- | ----------------------------- | ----------------------------- | ----------------------------- | --- |
| 1998                                                                                  | System of a Down - Lançamento: 30 de junho de 1998 - Gravadora: American Recordings, Columbia Records, Sony Music Entertainment (Cat. no.: 68924) - Formato(s): CD, cassete, vinil       | 124                           | 48                            | —                             | —                             | —                             | —                             | 68                            | —                             | —                             | 103                           | —                             | —                             | - EUA: 2× Platina - BRA: Platina - CAN: Ouro - UK: Ouro                                                                                                   |
| 2001                                                                                  | Toxicity - Lançamento: 4 de setembro de 2001 - Gravadora: American Recording, Columbia Records, Sony Music Entertainment (Cat. no.: 62240) - Formato(s): CD, cassete, vinil              | 1                             | 6                             | 1                             | 8                             | 23                            | 17                            | 17                            | 7                             | 31                            | 13                            | 22                            | 23                            | - EUA: 6× Platina - ALE: Ouro - ARG: Ouro - AUS: 3× Platina - BRA: Ouro - CAN: 2× Platina - NZ: Platina - SUI: Ouro - UK: 2× Platina                      |
| 2002                                                                                  | Steal This Album! - Lançamento: 26 de novembro de 2002 - Gravadora: American Recordings, Columbia Records, Sony Music Entertainment (Cat. no.: 87062) - Formato(s): CD, vinil            | 15                            | 11                            | —                             | 25                            | 14                            | 47                            | 41                            | 26                            | 25                            | 56                            | —                             | 34                            | - EUA: Platina - ALE: Ouro - AUS: Ouro - UK: Ouro |
| 2005                                                                                  | Mezmerize - Lançamento: 17 de maio de 2005 - Gravadora: American Recordings, Columbia Records, Sony Music Entertainment (Cat. no.: 90648) - Formato(s): CD, vinil, download digital      | 1                             | 1                             | 1                             | 2                             | 1                             | 2                             | 5                             | 1                             | 1                             | 2                             | 9                             | 1                             | - EUA: 2× Platina - ALE: Platina - ARG: Ouro - AUS: Platina - BRA: Ouro - CAN: 3× Platina - FRA: Ouro - IRL: Platina - NZ: Platina - SUI: Ouro - UK: Ouro |
| 2005                                                                                  | Hypnotize - Lançamento: 22 de novembro de 2005 - Gravadora: American Recordings, Columbia Records, Sony Music Entertainement (Cat. no.: 93871) - Formato(s): CD, vinil, download digital | 1                             | 3                             | 1                             | 1                             | 4                             | 10                            | 15                            | 1                             | 4                             | 11                            | 15                            | 4                             | - EUA: Platina - ALE: Platina - AUS: Ouro - IRL: Platina - NZ: Platina - SUI: Ouro - UK: Ouro                                                             |
| "—" indica lançamentos que não entraram nas tabelas ou não foram lançados nesse país. | |                               |                               |                               |                               |                               |                               |                               |                               |                               |                               |                               |                               | |

## Singles
| Ano                                                                                   | Canção                                 | Melhores posições | Melhores posições | Melhores posições | Melhores posições | Melhores posições | Melhores posições | Melhores posições | Melhores posições | Melhores posições | Melhores posições | Certificações                                                 | Álbum             |
| Ano                                                                                   | Canção                                 | EUA               | US Main.          | US Mod.           | AUS               | FIN               | ALE               | IRL               | PB                | SUI               | RU                | Certificações                                                 | Álbum             |
| ------------------------------------------------------------------------------------- | -------------------------------------- | ----------------- | ----------------- | ----------------- | ----------------- | ----------------- | ----------------- | ----------------- | ----------------- | ----------------- | ----------------- | ------------------------------------------------------------- | ----------------- |
| 1998                                                                                  | "Sugar"                                | —                 | 28                | 31                | —                 | —                 | —                 | —                 | —                 | —                 | 136               | - EUA: Platina                                                | System of a Down  |
| 1999                                                                                  | "Spiders"                              | —                 | 25                | 38                | —                 | —                 | —                 | —                 | —                 | —                 | —                 |                                                               | System of a Down  |
| 2001                                                                                  | "Chop Suey!"                           | 76                | 12                | 7                 | 14                | —                 | —                 | 46                | 25                | —                 | 17                | - EUA: 5× Platina - ALE: Platina - AUS: Ouro - UK: 2× Platina | Toxicity          |
| 2002                                                                                  | "Toxicity"                             | 70                | 10                | 3                 | 39                | —                 | 88                | 47                | 75                | 90                | 25                | - EUA: 3× Platina - ALE: Ouro - UK: Platina                   | Toxicity          |
| 2002                                                                                  | "Aerials"                              | 55                | 1                 | 1                 | 36                | —                 | 80                | 35                | —                 | —                 | 34                | - UK: Prata                                                   | Toxicity          |
| 2002                                                                                  | "Innervision"                          | 107               | 14                | 12                | —                 | —                 | —                 | —                 | —                 | —                 | —                 |                                                               | Steal This Album! |
| 2003                                                                                  | "Boom!"                                | —                 | —                 | —                 | —                 | —                 | —                 | —                 | —                 | —                 | —                 |                                                               | Steal This Album! |
| 2005                                                                                  | "B.Y.O.B."                             | 27                | 4                 | 4                 | 42                | —                 | —                 | —                 | —                 | —                 | 26                | - EUA: 3× Platina - ALE: Ouro - UK: Prata                     | Mezmerize         |
| 2005                                                                                  | "Question!"                            | 102               | 7                 | 9                 | —                 | —                 | —                 | 47                | —                 | —                 | 41                |                                                               | Mezmerize         |
| 2005                                                                                  | "Hypnotize"                            | 57                | 5                 | 1                 | —                 | 4                 | 83                | 47                | 31                | —                 | 48                | - EUA: Platina                                                | Hypnotize         |
| 2006                                                                                  | "Lonely Day"                           | 123               | 10                | 10                | 37                | 16                | 46                | —                 | —                 | 72                | 72                | - EUA: Platina - UK: Prata                                    | Hypnotize         |
| 2020                                                                                  | "Protect the Land/Genocidal Humanoidz" | —                 | —                 | —                 | —                 | —                 | —                 | —                 | —                 | —                 | —                 |                                                               | Single sem álbum  |
| "—" indica lançamentos que não entraram nas tabelas ou não foram lançados nesse país. |                                        |                   |                   |                   |                   |                   |                   |                   |                   |                   |                   |                                                               |                   |

### Singles promocionais
| 2001                                                 | "Prison Song/X"         | —  | —  | Toxicity         |
| 2001                                                 | "Johnny"                | —  | —  | Single sem álbum |
| 2005                                                 | "Cigaro"                | 34 | 29 | Mezmerize        |
| 2005                                                 | "Violent Pornography"   | —  | —  | Mezmerize        |
| 2006                                                 | "Kill Rock 'n Roll"     | 38 | —  | Hypnotize        |
| 2006                                                 | "Vicinity of Obscenity" | —  | —  | Hypnotize        |
| "—" indica lançamentos que não entraram nas tabelas. |                         |    |    |                  |

## Videoclipes
| Ano  | Título                | Realizador(es)                     |
| ---- | --------------------- | ---------------------------------- |
| 1998 | "Sugar"               | Nathan Cox                         |
| 1998 | "War?"                | Nathan Cox                         |
| 1999 | "Spiders"             | Charlie Deaux                      |
| 2001 | "Chop Suey!"          | Marcos Siega                       |
| 2002 | "Toxicity"            | Shavo Odadjian e Marcos Siega      |
| 2002 | "Aerials"             | Shavo Odadjian e David Slade       |
| 2003 | "Boom!"               | Michael Moore                      |
| 2005 | "B.Y.O.B."            | Jake Nava                          |
| 2005 | "Question!"           | Shavo Odadjian e Howard Greenhalgh |
| 2005 | "Hypnotize"           | Shavo Odadjian                     |
| 2006 | "Lonely Day"          | Josh Melnick e Xander Charity      |
| 2020 | "Protect the Land"    | Shavo Odadjian and Ara Soudjian    |
| 2021 | "Genocidal Humanoidz" | Shavo Odadjian and Adam Mason      |

## Outros
| Ano  | Título                 | Álbum                                                 |
| ---- | ---------------------- | ----------------------------------------------------- |
| 1998 | "Will They Die 4 You?" | Chef Aid: The South Park Album                        |
| 1998 | "Marmalade"            | Strangeland                                           |
| 2000 | "Metro"                | Dracula 2000                                          |
| 2000 | "Shame"                | Loud Rocks                                            |
| 2000 | "Snowblind"            | Nativity in Black, Vol. 2: A Tribute to Black Sabbath |